# Pinnacle-Manöver

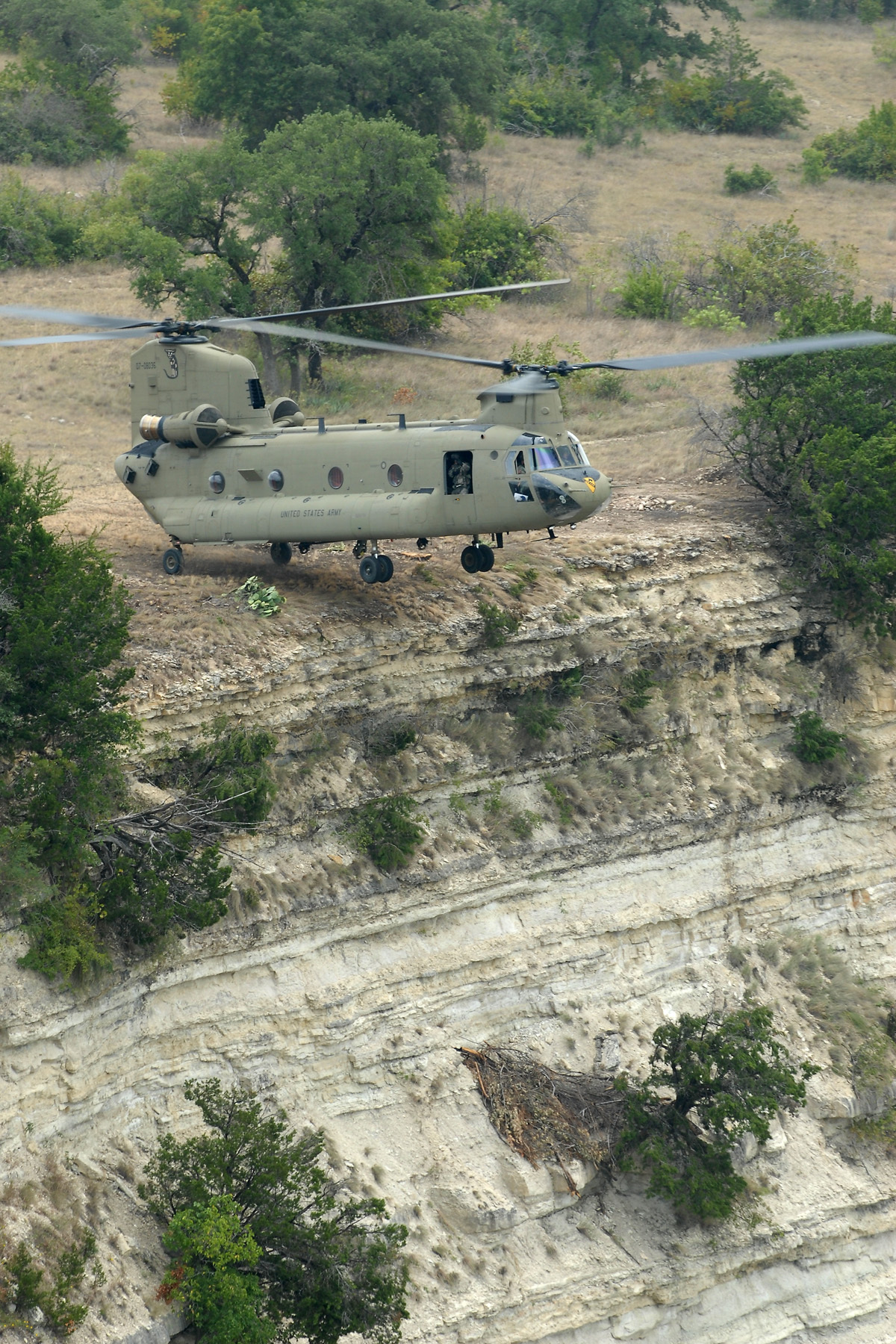
Pinnacle-Manöver eines Boeing-Vertol CH-47 Chinook

Ein Pinnacle-Manöver (auch Pinnacle Landing oder Schwebelandung) ist ein Flugmanöver eines Hubschraubers.
Bei dem Pinnacle-Manöver landet der Hubschrauber in einem steilen Gelände fast waagerecht und setzt nur mit dem Heck oder dem Bug auf. Dieses Flugmanöver wird bei der Bergrettung oder Materialtransportflügen in unwegsamen Gelände verwendet.
Das Manöver wird nur von Piloten angewendet, die eine große Flugerfahrung aufweisen. Dazu werden sie zusätzlich ausgebildet.